# بوم کلپ
«بوم کلپ» (به انگلیسی: Boom Clap) تک‌آهنگی از خواننده و ترانه‌سرای انگلیسی چارلی ایکس‌سی‌ایکس است که در ۱۷ ژوئن ۲۰۱۴ منتشر شد. این تک‌آهنگ در آلبوم موسیقی متن بخت پریشان قرار دارد. همچنین در دومین آلبوم استودیویی ایکس‌سی‌ایکس مکنده قرار دارد. دو میکس موجودی از این آهنگ وجود دارد: یکی اولین و البته اصلی‌ترین است که در فیلم شنیده می‌شود، ساندترک فیلم، و موزیک ویدیو گرفته شده در آمستردام است; میکس دومی در موزیک ویدیو توکیو، ژاپن در آلبوم مکنده شنیده می‌شود. این تک آهنگ در رتبه شانزدهم در جدول چارت تک آهنگ‌های انگلیس و رتبه هشتم در بیلبورد هات۱۰۰ ایالات متحده و بالای سر مین‌استریم تاپ ۴۰ قرار داشت، این تک‌آهنگ در چارت‌های استرالیا، اسکاتلند، بریتانیا، نیوزلند جزو ده ترانه اول قرار گرفت. همچنین به عنوان محتوای دانلود در جاست دنس ۲۰۱۵ ویژه شد.

## پس‌زمینه و ترکیب بندی
«بوم کلپ» یک تصنیف الکتروپاپ می‌باشد، نوشته شده توسط فردیک برگر، پاتریک برگر، استفان گراسلند. در ابتدا این آهنگ در طول جلسات در واقع برای عشق راستین، اولین آلبوم استودیویی ایکس‌سی‌ایکس، نوشته شده بود. سپس بعدها به خواننده و بازیگر آمریکایی هیلاری داف برای آلبوم جدیدش ارائه می‌دهد. هنگامی که هیلاری داف این پیشنهاد را رد کرد، ایکس‌سی‌ایکس تصمیم گرفت که از این آهنگ به عنوان سهم خود از فیلم بخت پریشان استفاده کند. بعد در یک مصاحبه، داف می گوید او هیچ آگاهی ای برای این که آهنگ ایکس‌سی‌ایکس این آهنگ را برای مردمش ارائه کرده بوده‌است نداشته‌است و اگر می دانست این آهنگ را می پذیرفت. همچنین این تک‌آهنگ با کلید می ماژور تشکیل شده‌است.

## موزیک‌ویدیو ها
موزیک ویدیو برای "بوم کلپ"، به کارگردانی سینگ جی. لی، در آمستردام فیلمبرداری شد و در تاریخ ۲ ژوئن ۲۰۱۴ عرضه شد. در این ویدیو کلیپ‌های کوتاه و ویژه ای از بخت پریشان هستند، تنظیم این آهنگ و همچنین متن روی صفحه نمایش نوشته شده از سبک کاور کتاب و پوستر فیلم هستند.
یک موزیک ویدیو جایگزینی برای این آهنگ به کارگرانی رایان اندروز است، که در توکیو فیلمبرداری شد و برای اولین بار در ۲۰ اکتبر ۲۰۱۴ منتشر شد.